# Homopholis fasciata
Homopholis fasciata är en ödleart som beskrevs av  George Albert Boulenger 1890. Homopholis fasciata ingår i släktet Homopholis och familjen geckoödlor.

## Underarter
Arten delas in i följande underarter:
- H. f. erlangeri
- H. f. fasciata